# Cavaleiro (arquitetura)

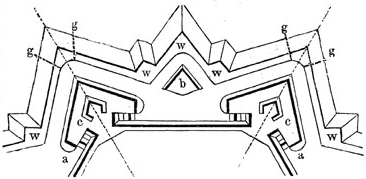
Redutos a cavaleiro - indicados pela letra C - no esquema de uma fortificação abaluartada.

Em arquitetura militar, cavaleiro é um edifício, um elemento defensivo ou outra edificação construída sobre um baluarte, uma cortina ou qualquer outra estrutura de uma fortificação abaluartada.
Os elementos defensivos instalados "a cavaleiro" tinham a vantagem de ocupar uma posição mais elevada, ficando mais protegidos e permitindo maior alcance à sua artilharia. Os cavaleiros tinham, por outro lado, a desvantagem de, sendo estruturas mais proeminentes, se tornarem alvos mais fáceis para a artilharia inimiga.